# Roodkraagspecht
De roodkraagspecht (Picus rabieri) is een vogelsoort uit het geslacht Picus van de familie van de spechten (Picidae).

## Herkenning
De vogel is 30 cm lang. Het is een bijna geheel groen gekleurde specht. Het mannetje heeft een grotendeels rood gekleurde kop met groen wangen. Het vrouwtje heeft minder rood op de kop en een donkergroene kruin.

## Verspreiding en leefgebied
Deze soort komt voor in Laos en Vietnam. Het leefgebied bestaat uit groenblijvende loofbossen in zacht heuvelend landschap onder de 1000 m boven zeeniveau. De soort is betrekkelijk tolerant voor verstoord en uitgekapt bos, mits er enkele grote bomen worden gespaard.

## Status
Het leefgebied van de soort neemt af door ontbossing, daarom staat de soort als gevoelig (voor uitsterven) op de Rode Lijst van de IUCN..
Japanse groene specht (P. awokera) ·
grijskopspecht (P. canus) ·
kleine geelkuifspecht (P. chlorolophus) ·
Sumatraanse grijskopspecht (P. dedemi) ·
zwartkopspecht (P. erythropygius) ·
vuurvleugelspecht (P. puniceus) ·
roodkraagspecht (P. rabieri) ·
Iberische groene specht (P. sharpei) ·
geschubde groene specht (P. squamatus) ·
Levaillants specht (P. vaillantii) ·
Birmese schubbuikspecht (P. viridanus) ·
groene specht (P. viridis) ·
grote schubbuikspecht (P. vittatus) ·
kleine schubbuikspecht (P. xanthopygaeus)